# Bennekom

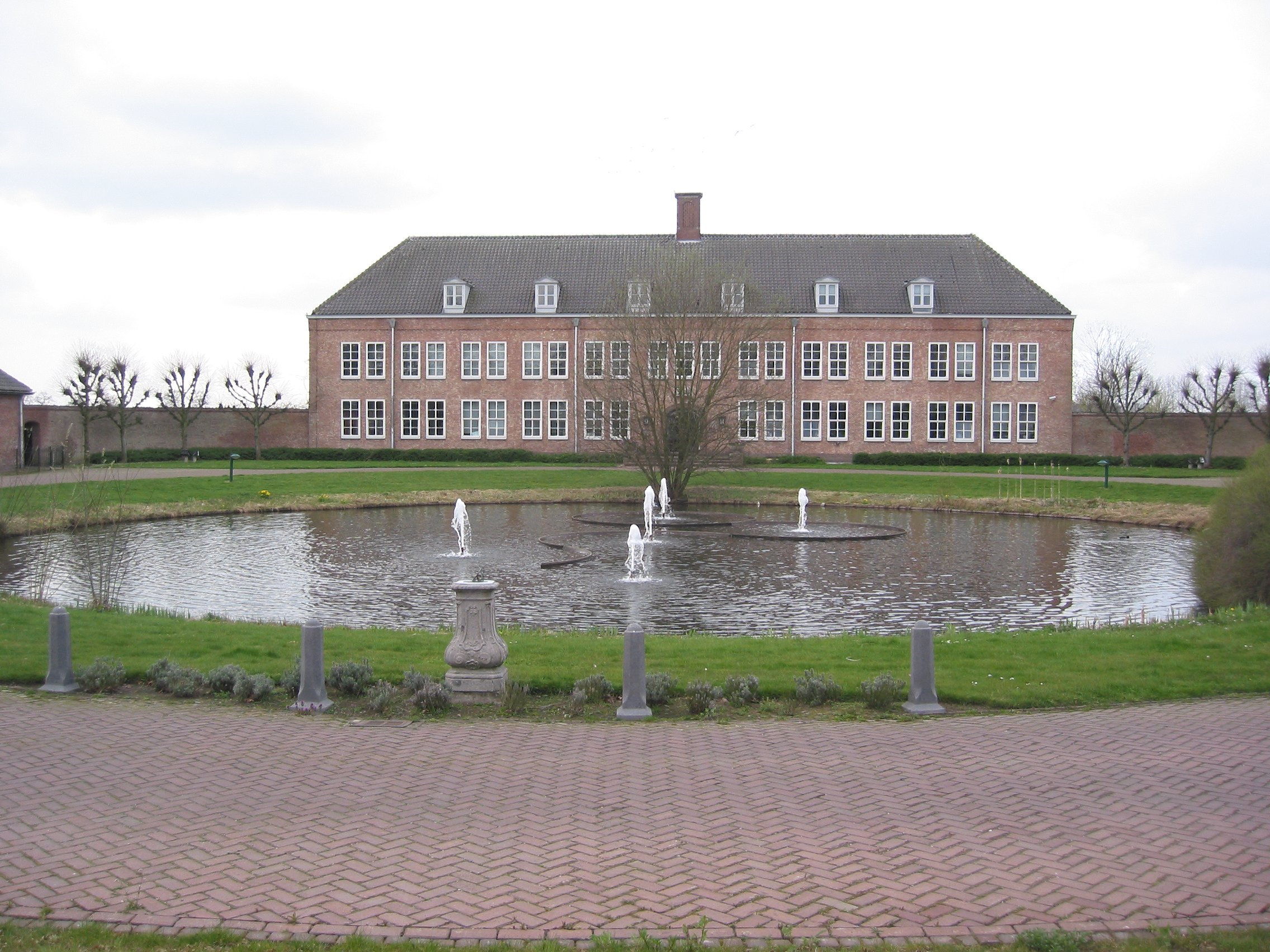
Gebouw Nergena uit 1954

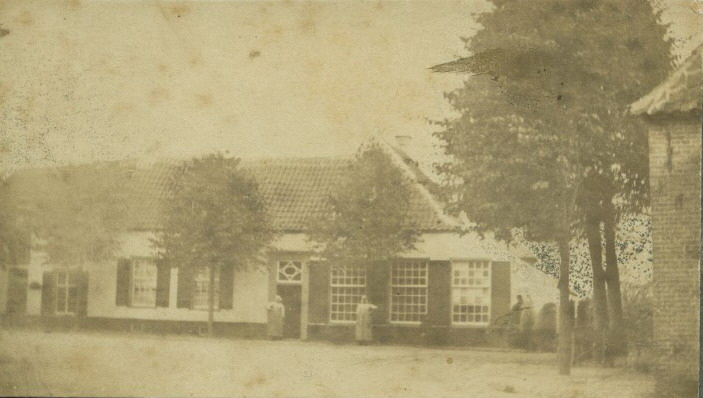
Café dorpszicht in Bennekom, eind 19e eeuw

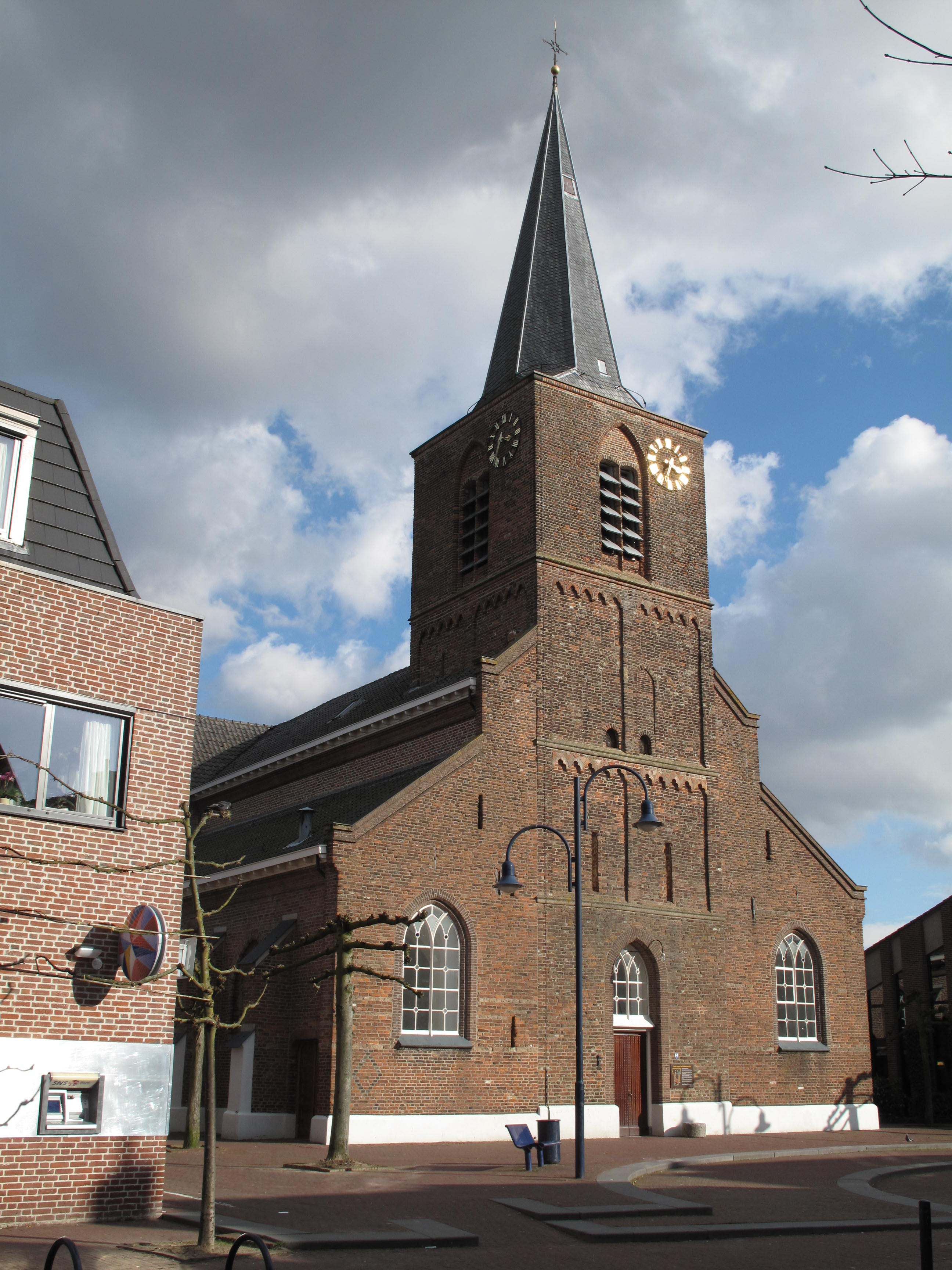
Bennekom, Oude kerk

Bennekom is een dorp in de gemeente Ede, in de Nederlandse provincie Gelderland, aan de rand van de Veluwe. Van 1811 tot 1 januari 1818 was Bennekom een zelfstandige gemeente. Op 1 januari 2023 telde het dorp 15.380 inwoners.

## Geografie
De plaats ligt op de grens van de zuidwestelijke Veluwe en de zuidelijke Gelderse Vallei.
Bennekom bestaat uit 4 buurten, met in het noordwesten 'De Halderbrink', ten noordoosten 'De Laar', ten zuidoosten ligt 'Bennekom-zuidoost', en ten zuidwesten ligt de buurt 'Boekelo'.
In het noorden ligt Bennekom zo'n 500 tot 750 meter van de bebouwde kom van Ede af. De A12, een sportcomplex, de gebieden rondom het kasteel Hoekelum en de woonplaats Hoekelum maken dat de twee plaatsen niet tegen elkaar aan liggen. In het zuidoosten grenst Bennekom echter aan Wageningen-Hoog en ligt het een paar honderd meter van de bebouwde kom van Wageningen af. De oostelijke rand van de bebouwde kom wordt grotendeels gevormd door de Selterskampweg.
Ten westen van Bennekom loopt de N781, een verbindingsweg die van de A12 bij Ede naar Wageningen loopt. Ten westen van deze weg bevindt zich het Binnenveld, met de buurtschappen De Kraats en Nergena en de Nergenase beek. Ten oosten van Bennekom op de Veluwe bevinden zich onder andere de Bennekomse hei en het Bennekomse bos.

## Geschiedenis
Bennekom als woonplaats heeft een lange historie. Zo werden eind juli 2006 op het terrein van het voormalige Bennekomse ziekenhuis de resten van een boerderij met bijgebouwen, een graanopslag- en een afvalkuil uit de vroege ijzertijd (800 tot 500 v. Chr.) gevonden. Ook zijn er in de buurt van Bennekom enkele grafheuvels uit de oudheid te vinden. Bij eerdere opgravingen in en rond het dorp zijn ook andere restanten uit de ijzertijd en de vroege middeleeuwen ontdekt.
Bennekom ligt aan de rand van het Binnenveld, dat vroeger uit moeras bestond. Aan de Langesteeg stond tot in de 19e eeuw het kasteel Nergena. In 1952 is langs de huidige Dr. Dreeslaan begonnen met de bouw van een nieuw gebouw voor het toenmalige Rijksinstituut voor het Rassenonderzoek van Landbouwgewassen, in de stijl van het oude kasteel. In 1954 werd het gebouw betrokken. Eveneens ten westen van Bennekom lag het voormalige kasteel Harslo.
Ook de oude kerk in het centrum van Bennekom heeft een lange geschiedenis. Men ging er aanvankelijk van uit dat de Oude kerk of Alexanderkerk uit het midden van de veertiende eeuw dateerde, maar recent onderzoek wijst er (door de vondst van tufstenen fundamenten) op dat het eerste gebouw waarschijnlijk al uit de twaalfde eeuw dateert. Omstreeks 1290 kreeg deze kapel parochiale zelfstandigheid.
Op 1 januari 1812 is Bennekom als zelfstandige gemeente van Ede afgesplitst, maar al op 1 januari 1818 werd het met Ede herenigd.
Na de door de geallieerden verloren Slag om Arnhem werd Bennekom op 22 oktober 1944 door de Duitsers geëvacueerd omdat het frontgebied was geworden. Het Edese verzet maakte van de verwarring gebruik om honderdveertig man, merendeels Britse soldaten dwars door het dorp heen te smokkelen. De nacht daarop staken zij tussen Renkum en Wageningen de Rijn over naar bevrijd gebied. De actie kwam bekend te staan als Operatie Pegasus I. Een maand later vond de grootste dodelijke ramp in de geschiedenis van het dorp plaats. Zeker 73 Duitse soldaten verloren het leven toen de molen Onze Rika aan de Molenweg explodeerde. In de molen was een munitiedepot ondergebracht.
In Bennekom is sinds 1946 een zeer actieve historische vereniging, de Historische Vereniging Oud-Bennekom. Dit is een van de grootste verenigingen van het dorp.

## Toeristische attracties
Toeristische attracties van Bennekom zijn kasteel Hoekelum en het Kijk & Luistermuseum.

## Sport
- D.O.S Bennekom, turnvereniging
- VV Bennekom, voetbalvereniging
- DVO/Accountor, korfbalvereniging
- BSV, Bennekomse schaakvereniging

## Muziek
Muziekvereniging OBK Bennekom verzorgt jaarlijks vele optredens in Bennekom en de regio. OBK bestaat uit een harmonieorkest, slagwerkensemble (beide uitkomend in de hoogste divisie van de Koninklijke Nederlandse Muziek Organisatie), twirlers en een jeugdopleiding.

## Onderwijs
In Bennekom is er een katholieke basisschool, twee scholen die vallen onder het CNS-bestuur en een openbare school. Ten slotte is er ook nog de reformatorische Eben-Haëzerschool en in buurtschap De Kraats zit een School met de Bijbel.

## Bekende personen

### Geboren in Bennekom
- Otto Jacob Eifelanus baron van Wassenaer van Catwijck (1856-1939), politicus
- Karel Gerrit Willem baron van Wassenaer (1864-1946), politicus
- Barend de Graaff (1898-1983), schrijver
- Bart van Elst (1917-1945), verzetsstrijder
- Paul de Nooij (1922-1996), ondernemer en verzetsstrijder, tevens overleden in Bennekom
- Zwerus de Nooij jr. (1924-2015), verzetsstrijder
- Cees van der Knaap (1951), militair, vakbondsbestuurder en politicus
- Gerhard van den Top (1961), politicus
- Edwin Bouman (1972), korfballer en korfbalcoach
- Wopke Hoekstra (1975), politicus
- Miranda van Holland (1977), radio-dj, radioproducer en visagist

### Overleden in Bennekom
- Gerardus Johannes Mulder (1803-1880), chemicus
- Heinrich Witte (1829-1917), botanicus en schrijver
- Karel Heyne (1877-1947), botanicus
- Henriette de Beaufort (1890-1982), auteur en letterkundige
- Dick Ket (1902-1940), kunstschilder
- Willem Rip (1903-1954), politicus en hoogleraar
- Willy Walden (1905-2003), revueartiest
- Adriaan Hartman (1911-1971), slager en verzetsstrijder
- Hendrik Koekoek (1912-1987), politicus
- Maarten van den Bent (1921-2008), boekverkoper en verzetsstrijder
- Aase Rasmussen (1921-2012), Deense revueartiest en radiopresentatrice
- Clive West (1939-2004), hoogleraar
- Rob de Nijs (1942-2025), zanger

### Woonachtig (geweest) in Bennekom
- Driekus van de Pol (1913-1996), onderwijzer en verzetsstrijder
- Reinier van den Berg (1962-), weerman
- Hans Dorrestijn (1940-), schrijver en cabaretier
- Collin Leijenaar (1974-), drummer en producer
- Lavinia Meijer (1983-), harpiste
- Ronnie Tober (1945-), zanger
- Evert Jan Slootweg (1969-), politicus
- Ruben Knab (1988-), roeier
- Tim Hofman (1988-), TV-presentator